# Богомил Ђузел
Богомил Ђузел (Чачак, 9. фебруар 1939 — Скопље, 22. април 2021) је македонски песник, есејиста, драмски писац и преводилац. Рођен је 9. фебруара 1939. године у Чачку, Србија. Завршио је студије на универзитету у Скопљу. Умро је 22. априла 2021. године.

## Живот и рад
Основну школу је завршио у Скопљу као и средњу школу и Филолошки факултет, смер англистика.  
Један је од оснивача Удружења независних писаца Македоније (1994), и његов први председник.
Био је члан редакције шасописа Разгледи, затим драматург РТВ и Драмског театра у Скопљу. Био је и главни уредник књижевне ревије „Наше писмо“ од њеног оснивања 1995. године.
Био је преводилац са енглеског језика и први је превео Шекспира на македонски језик.

## Дела
Поезија
- , (1962)
- , (1963)
- , (1965)
- , (1969)
- о, (1972)
- , (1977)
- , (1980)
- , (1981)
- , (1982)
- , (1986)
- , (1989)
- , (1991)
- , (1994)
- , (1998)
- , (2000)
- (1962-2002)

Есеји
- , (1969)

Проза
- , (1975)
- , (1982)
- , (1984)